# Irène Adler
Cet article concerne le personnage de l'univers de Sherlock Holmes. Pour le personnage de Marvel Comics, voir Destinée (comics).
Pour les articles homonymes, voir Adler.
Irène Adler est un personnage fictif de l'univers de Sherlock Holmes écrit par Sir Arthur Conan Doyle.
Elle apparaît dans la nouvelle Un scandale en Bohême (1891). C'est l'unique apparition d'Irène Adler dans les ouvrages d'Arthur Conan Doyle, mais elle fait l’objet de nombreuses reprises dans les œuvres dérivées, au point qu’il a été affirmé que « pour les lecteurs elle joue un rôle capital dans le « canon » de Sherlock Holmes ».

## Biographie
Irène Adler est une célèbre aventurière, née en 1858 dans le New Jersey.
Contralto, elle chante à La Scala, puis est prima donna à l'Opéra impérial de Varsovie. Après avoir abandonné la scène elle réside à Londres, tout en donnant toujours quelques récitals.
Dans Un scandale en Bohême, elle possède une photographie compromettante d'elle et de Von Ormstein, futur roi de Bohême qui doit se marier la semaine suivante.
Von Ormstein se rend chez Sherlock Holmes car il pense qu'Irène Adler va utiliser cette photographie dans le but de lui nuire.
Cependant Irène Adler est très amoureuse de Godfrey Norton avec qui elle se marie. Holmes sera même le témoin des mariés.
Grâce à un stratagème fondé sur le fait que lors d'un incendie, les gens ont tendance à protéger ce qu'ils ont de plus précieux, il découvre où Irène Adler cache cette photographie dans sa maison de Briony Lodge, Serpentine Avenue, Saint-John's Wood.
Irène Adler comprend alors que Sherlock Holmes est au courant de tout, et elle part dès le lendemain matin en Amérique avec son nouveau mari, emportant la photographie compromettante et laissant à la place une autre d'elle-même.

## Particularités
Irène Adler possède plusieurs caractéristiques qui la rendent unique :
- Irène Adler réussit à faire subir à Sherlock Holmes l'un de ses rares échecs (voir la nouvelle Un scandale en Bohême). Elle doit cette victoire à son habileté au déguisement et à sa vivacité d'esprit et non pas à un décès prématuré (dans la nouvelle Les Cinq Pépins d'orange, il mentionne « J'ai été battu quatre fois - trois fois par des hommes, une fois par une femme ») ;
- La première phrase de la nouvelle Un scandale en Bohème est : « Pour Sherlock Holmes elle est LA Femme » (« To Sherlock Holmes she is always the woman »). Il lui reconnaît des qualités d'esprit supérieures à la moyenne car elle compte parmi ses rares échecs. Il est aussi possible qu'il lui ait voué un amour platonique mais il n'y en a aucune preuve tangible, seulement des interprétations possibles. Comme récompense pour cette affaire, qui se solde par une victoire pour Von Ormstein, Sherlock Holmes ne demande que la photo représentant Irène Adler alors qu'il lui propose une bague sertie d'émeraudes en forme de serpent qui vaut probablement une fortune.
- Suspectant Holmes, Irène Adler s'est déguisée en homme pour le suivre, chose osée pour l'époque.

## Ses aventures apocryphes

### En littérature
Comme d'autres personnages secondaires de la saga holmésienne, Irène Adler possède sa propre série, écrite par Carole Nelson Douglas :
- Bonne Nuit Mr Holmes
- Sherlock Holmes et sa muse
- Sherlock Holmes contre l'irrésistible Irène Adler
- La Dernière Valse d'Irène Adler.

Elle apparait également dans le roman Le Club Dumas d'Arturo Pérez-Reverte, ainsi que dans celui d'Alexis Lecaye, Einstein et Sherlock Holmes.
La série pour jeune public Sherlock, Lupin et moi, rédigé sous forme des mémoires de la jeune Irène, amie d'Arsène Lupin et de Sherlock Holmes pendant leur enfance, est écrit par l'italien Alessandro Gatti sous le pseudonyme d'Irène Adler.

### En bande dessinée
Le personnage de Destinée, dans la série de comics X-Men a pour nom véritable Irene Adler. Celle-ci affirme que le personnage créé par Conan Doyle est inspiré d'elle.
On retrouve aussi le personnage de Irene Adler dans le manga Moriarty the Patriot de Ryosuke Takeuchi et Hikaru Miyoshi.

### En long métrage
Dans le Project Itoh: Hâmonî - The Empire Of Corpses de 2015, le personnage d'Adalie, plus tard renommé Irène Adler, épaule le jeune et déterminé étudiant en médecine Docteur John Watson lors de son aventure, avant que celui-ci ne devienne l'équipier d'un certain Holmes.

### Films
- Rachel McAdams dans les films américains de Guy Ritchie Sherlock Holmes (2009) et Sherlock Holmes : Jeu d'ombres (2011) avec Robert Downey Jr. (Holmes) et Jude Law (Watson).
- Liliana Komorowska dans Crime en Bohême (2001) avec Matt Frewer (Holmes) et Kenneth Welsh (Watson).
- Morgan Fairchild dans Sherlock Holmes and the Leading Lady, téléfilm américain (1992) avec Christopher Lee (Holmes).
- Charlotte Rampling dans Sherlock Holmes à New York, téléfilm américain (1976) avec Roger Moore (Holmes).
- Anne Baxter dans Masks of Death (1986) avec Peter Cushing (Holmes) et John Mills (Watson).

### Séries télévisées
- Natalie Dormer dans la série américaine Elementary, dans laquelle il s'avère qu'Irène Adler est un pseudonyme pour Moriarty.
- Lara Pulver dans la série britannique Sherlock (2012) avec Benedict Cumberbatch (Holmes) et Martin Freeman (Watson) ; Sherlock Holmes se retrouve confronté à elle lors de l'épisode Un scandale à Buckingham.
- Gayle Hunnicutt dans l'épisode Un scandale en Bohème de Sherlock Holmes (1984) avec Jeremy Brett (Holmes).
- Lianka Gryou dans la série russe Sherlock Holmes (2013) avec Igor Petrenko (Holmes) et Andreï Panine (Watson).